# 利普涅 (柳巴爾區)
49°58′43″N 27°50′44″E / 49.97861°N 27.84556°E
利普涅（烏克蘭語：Липне）是烏克蘭北部的村莊，隸屬日托米爾州的日托米爾區。該村始建於1585年，面積29.63平方公里，海拔高度257米，2001年人口1,022，人口密度每平方公里34.49人。